# Sauvés par le gong
Sauvés par le gong (Saved by the Bell) est une série télévisée américaine en 90 épisodes de 23 minutes et deux téléfilms de 90 minutes, créés par Sam Bobrick et Brandon Tartikoff et diffusée entre le 20 août 1989 et le 22 mai 1993 sur le réseau NBC.
En France, la série a été diffusée à partir du 21 janvier 1991 dans l'émission Giga sur Antenne 2. Rediffusion sur RTL9, AB1, Gulli, Comédie ! et IDF1. Elle reste inédite dans les autres pays francophones.
Depuis le 25 novembre 2020, un revival de la série est diffusé sur la plateforme de streaming Peacock. Tous les acteurs principaux de la série originale ont repris leurs rôles, à l'exception de Dustin Diamond (décédé en 2021) et Dennis Haskins.

## Synopsis
Zack, Slater, Screech, Lisa, Kelly et Jessie sont six inséparables amis fréquentant tous la Bayside High School en Californie. Leur quotidien est une suite d'aventures loufoques, qui se terminent le plus souvent dans le bureau du principal Richard Belding.

## Distribution

### Acteurs principaux
- Tiffani Thiessen (VF : Valérie Siclay) : Kelly Kapowski
- Mark-Paul Gosselaar (VF : Emmanuel Curtil) : Zachary « Zack » Morris
- Dustin Diamond (VF : Hervé Rey) : Samuel « Screech » Powers
- Mario López (VF : Jérôme Rebbot) : Albert Clifford « A.C.» Slater
- Elizabeth Berkley (VF : Barbara Tissier) : Jessica « Jessie » Murtle Spano
- Lark Voorhies (VF : Martine Reigner) : Lisa Turtle
- Dennis Haskins (VF : Jean-Claude Montalban) : M. Richard Belding
- Leanna Creel : Tori Scott (saison 4)
- Ed Alonzo (en) : Max, magicien et propriétaire de la cafétéria (saison 1, puis invité)

### Acteurs récurrents et invités
- Leah Remini : Stacey Carosi (saison 3, 6 épisodes)
- Patrick Thomas O'Brien (en) : M. Dewey, professeur de mathématiques
- Michael Lavelle : Kevin le robot (voix)
- Mark Blankfield : James
- Jodi Peterson : Penny Belding (saison 2, épisode 6)
- Jeffrey Asch (en) : Maxwell Nerdstrom
- Tori Spelling : Violet Bickerstaff
- Ruth Buzzi : Roberta Powers
- Patrick Muldoon : Jeffrey Hunter
- Jack Angeles : M. Tuttle
- Carol Lawrence : Mme Wentworth

 Source et légende : version française (VF) sur RS Doublage

## Épisodes

### Première saison (1989)
1. Le Roi de la colline (King of the Hill) ce premier épisode a été diffusé en no 15 aux États-Unis
2. Concours de danse chez Max (Dancing to the Max)
3. Lisa et sa carte de crédit (The Lisa Card)
4. Le Coup de foudre (The Gift)
5. Distraction fatale (Fatal Distraction)
6. La Copine de Screech (Screech’s Woman)
7. Aloha Slater (Aloha Slater)
8. Le Remplaçant (The Substitute)
9. La Crème des crèmes (Cream for a Day)
10. Chef contre chef (Pinned to the Mat)
11. La Belle et le Ringard (Beauty and the Screech)
12. L'Amitié et les Affaires (The Friendship Business)
13. Les Mamans et les Papas (The Mamas and the Papas)
14. L'Élection (The Election)
15. Les Cassettes subliminales (The Zack Tapes)
16. Le tigre aime les pom-poms (Save That Tiger)

### Deuxième saison (1990)
1. Le Bal (The Prom)
2. Futurs officiers (Zack's War)
3. Sauvez le max (Save the Max)
4. La Leçon de conduite (Driver's Education)
5. La Surboum (House Party)
6. Rendez-vous à l'aveuglette (Blind Dates)
7. Zack et son père (Rent-a-Pop)
8. La Reine de beauté (Miss Bayside)
9. La Chanson de Jessie (Jessie's Song)
10. La Grande Décision (Model Students)
11. La Ligne du cœur (1-900-CRUSHED)
12. Rencontre du ringard type (Close Encounters of the Nerd Kind)
13. Zack calumet (Running Zack)
14. Les Baby-sitters (The Babysitters)
15. Les Fabuleux Belding Boys (The Fabulous Belding Boys)
16. Entre les deux mon cœur balance (From Nurse to Worse)
17. La Petite Amie (Breaking Up is Hard to Undo)
18. La Chorale (Glee Club)

### Troisième saison (1991)
1. La Rupture [1/2] (The Last Dance)
2. L'Anniversaire de Zack (Zack's Birthday)
3. Après la rupture [2/2] (The Aftermath)
4. Le Jeu (The Game)
5. Opération Zack (Operation Zack)
6. Le 4 juillet (Fourth of July)
7. Échec et mat (Check Your Mate)
8. La Course (My Boyfriend's Back)
9. Faux papiers (Fake I.D.'s)
10. Changement de direction (Boss Lady)
11. Bayside Oil (Pipe Dreams)
12. La Fin de l'été (The Last Week-End)
13. Le Grand Méchant Demi-frère [1/2] (The Wicked Stepbrother [1/2])
14. Le Grand Méchant Demi-frère [2/2] (The Wicked Stepbrother [2/2])
15. Cavaliers aux enchères (Date Auction)
16. Suivis par le gang (All in the Mall)
17. Le Test (S.A.T.'s)
18. Une semaine au paradis [1/2] (Palm Springs Weekend [1/2])
19. Une semaine au paradis [2/2] (Palm Springs Weekend [2/2])
20. Catch à deux (Hold Me Tight)
21. Sans espoir (No Hope With Dope)
22. Un Rock de rêve (Rockumentary)
23. La Sèche (Cut Day)
24. Une maison pour Noël [1/2] (Home For Christmas [1/2])
25. Une maison pour Noël [2/2] (Home for Christmas [2/2])
26. Le Week-end meurtrier (Mystery Weekend)

### Hors saison (1992)
1. L'Aventure hawaïenne (Saved By the Bell: Hawaiian Style)

Téléfilm de 90 minutes diffusé en France le 25 décembre 1993 sur France 2.

### Quatrième saison (1992-1993)
1. Dure lutte (The Fight)
2. Zack proviseur (Student-Teacher Week)
3. Screech à toutes les sauces (Screech's Spaghetti Sauce)
4. La Nouvelle (The New Girl)
5. Le baiser de trop (The Bayside Triangle)
6. Ado en ligne (Teen-Line)
7. Derrière le masque (Masquerade Ball)
8. Le Concours (Day of Detention)
9. La Bagarre (Wrestling with the Future)
10. Boire ou conduire (Drinking and Driving)
11. La Love Machine (Love Machine)
12. Le Seigneur des anneaux (Class Rings)
13. Saint-Valentin (Isn't it Romantic?)
14. Le Testament (The Will)
15. La Grève au lycée (The Teacher's Strike)
16. La Sœur de Slater (Slater's Sister)
17. le Bal de promo (The Senior Prom)
18. L'Almanach Vidéo (The Video Yearbook)
19. L'Anniversaire de Screech (Screech's Birthday)
20. Blanche-Neige et les sept abrutis (Snow White and the Seven Dorks)
21. Allô papa, ici bébé ! (Earthquake)
22. Souvenirs de vacances (Best Summer of My Life)
23. L'Ami de Slater (Slater's Friend)
24. La Chanson du lycée (School Song)
25. Souvenirs souvenirs (The Time Capsule)
26. Remise de diplômes (Graduation)

## DVD
Studio : Elephant Films
- Saison 1 : sortie le 26 aout 2015
- Saison 2 : sortie le 25 mai 2016
- Saison 3 : sortie le 26 octobre 2016
- Saison 4 : sortie le 31 mai 2017, (téléfilm L'Aventure Hawaïenne inclus)

### Hors saison (1994)
1. Mariage à Las Vegas (Wedding in Las Vegas)

Téléfilm de 90 minutes diffusé en France le 27 décembre 1995 sur France 2.

## Production
- À l'origine, la série s'appelait Bonjour, miss Bliss. Il s'agissait d'un pilote pour NBC, sur une idée de Brandon Tartikoff (le président de NBC), qui voulait mettre à l'antenne une sitcom centrée sur un professeur sympathique. Mais la chaîne ne donnera pas suite à ce pilote, à cause des mauvais taux d'audience. Cependant, Disney Channel, étant intéressé par le concept, en rachètera les droits, en modifiant le casting, et diffusera la suite dès le 30 novembre 1988. Ce sera à nouveau un échec. NBC rappelle alors le producteur Peter Engel, et lui demande de penser à une nouvelle version à diffuser le samedi matin en face des dessins animés. La série change de titre : Saved by the Bell (le titre original de la série), avec une grande partie de la distribution originale (conservant les personnages de Lisa Turtle, Zack Morris, Screech Powers et M. Belding), mais sans le personnage de Miss Bliss. Ainsi recentrée sur les adolescents et surtout sur Zack Morris, la série obtient le succès.
- L'intégralité des acteurs ayant signé un contrat les engageant sur 4 ans, un dilemme s'est posé lorsque NBC a décidé de doubler le nombre d'épisodes de la quatrième saison. En effet, les actrices Tiffany Thiessen et Elisabeth Berkley (incarnant Kelly et Jessie) n'ont pas souhaité renouveler leurs contrats. Les producteurs se sont donc retrouvés avec une dizaine d'épisodes supplémentaires à tourner sans deux des actrices principales. Il a alors été décidé de les remplacer par un nouveau personnage, Tori Scott, joué par Leanna Creel. Tori est un garçon manqué qui ne s'entend pas avec Zack, pour finalement en tomber amoureuse. Afin de ne pas perturber les spectateurs, les épisodes incluant Kelly et Jessie ont été diffusés en alternance avec les épisodes incluant Tori. Pour autant, l'absence de Kelly et Jessie n'est jamais expliquée, pas plus que l'apparition soudaine d'un nouveau personnage, qui disparaitra subitement avant le dernier épisode.

## Commentaires
- La série Bonjour, miss Bliss au lycée John F. Kennedy se déroulait à Indianapolis, Indiana. La série Sauvés par le gong se déroule au Bayside High School à Los Angeles en Californie, et introduit les personnages de Kelly, Jessie et Slater.
- Après la remise des diplômes, la série se divise en deux à l'automne 1993 :
  - Les Années lycée, qui ne dure qu'une seule saison, suit Zack, Kelly, Screech et Slater à l'université. Lark Voorhies (Lisa), n'ayant pas signé de contrat, est invitée dans un seul épisode de cette série dérivée.
  - La Nouvelle Classe, suit de nouveaux groupes d'étudiants ainsi que M. Belding durant sept saisons au Bayside High School. Après Les Années lycée, Screech joint la Nouvelle Classe en tant qu'assistant à M. Belding à partir de la deuxième saison.
- Pour sa diffusion en syndication sur les chaînes locales américaines, treize épisodes de Bonjour, miss Bliss (sans le pilote) ont été remontés, précédés d'une courte introduction de Mark-Paul Gosselaar expliquant que ces histoires dataient du temps où il était au lycée John F. Kennedy, suivi d'un générique ré-adapté de Sauvés par le gong.
- En 2013, Dustin Diamond et Elizabeth Berkley ont tous les deux participé à une émission de télé réalité : Diamond à l'émission anglaise Celebrity Big Brother 12, et Berkley au show américain Dancing with the Stars 17. Mario López avait déjà participé à Dancing with the Stars 3 en 2006.

## Adaptation en comics
La série est adaptée en 1992 en comics publiés par Harvey Comics et dessinés par Hy Rosen.